# Smokin' Guns
 (octobre 2019).
Si vous disposez d'ouvrages ou d'articles de référence ou si vous connaissez des sites web de qualité traitant du thème abordé ici, merci de compléter l'article en donnant les références utiles à sa vérifiabilité et en les liant à la section « Notes et références ».
Smokin' Guns est un jeu vidéo pour GNU/Linux et Windows. C'est un jeu de tir à la première personne où le but est d'abattre ses adversaires dans un univers western.
Le moteur de jeu utilisé est le id Tech 3. Ce moteur est distribué selon les termes de la licence GNU GPL.

## Origine
À l'origine Smokin' Guns s'appelait Western Quake et était une modification de Quake III Arena. Sorti en 2003 par Iron Claw Interactive, le développement fut pourtant abandonné peu après, laissant le projet à l'état de bêta. Une autre équipe de modificateurs se nommant Smokin' Guns Productions prit le relais en 2005 et sortit le jeu finalisé en 2008.

## Modes de jeu
- Mode Duel : où le but est d'abattre son vis-à-vis dans un 1 contre 1 en dégainant et tirant le plus rapidement possible.
- Mode Braquage de banque : où le but est soit de prendre d'assaut la banque, d'ouvrir le coffre-fort puis de s'enfuir avec le butin, soit de repousser la vague de hors-la-loi.
- Mode Match par équipes : chaque équipe devant éliminer le maximum d'adversaires sans toucher ses propres membres.
- Mode Match à mort : où chaque personnage doit éliminer tout autre joueur présent sur la carte.

## Armes
- Remington modèle 1858
- Smith & Wesson Schofield
- Colt Peacemaker
- Winchester modèle 1866
- Colt Lightning
- Sharps
- Remington 12 Gauge
- Fusil à canon scié
- Winchester modèle 1897
- Couteau Bowie
- Bâton de dynamite
- Cocktail Molotov
- Mitrailleuse Gatling

## Objets complémentaires
- Lunette de visée
- Plaque de métal
- Cartouchière

## Version
- 1.1

Le 8 juin 2012 est sortie la dernière version, retouchant plusieurs cartes existantes, ajoutant deux cartes supplémentaires tout en corrigeant plusieurs bogues.